# Hans Bøgh-Sørensen
Hans Bøgh-Sørensen er en dansk erhvervsmand, der er kendt som ejer og grundlægger af medicinalvirksomheden Orifarm, som han grundlagde sammen med sin hustru, Birgitte Bøgh-Sørensen. Derudover varetager han flere bestyrelsesposter, bl.a. som bestyrelsesmedlem af Chief Executives Organization i Washington, USA.

## Privatliv og opvækst
Hans Bøgh-Sørensen voksede op på Midtfyn som søn af Elin og Asbjørn Bøgh-Sørensen. Faderen ejede og drev juicefabrikken Rimi A/S i Ringe, som blev grundlagt af Hans Bøgh-Sørensens farfar, Carl Bøgh-Sørensen.
Hans Bøgh-Sørensen er desuden alumne fra Harvard University’s President Leadership Program.
I 1982 kom Hans Bøgh-Sørensen hjem til Danmark for at indtræde som underdirektør i familiens juice-virksomhed. Tilbage i Danmark mødte han sin hustru Birgitte Bøgh-Sørensen, som dengang arbejdede som produktudviklingschef hos De Danske Spritfabrikker. Parret blev gift i 1993 og bor i dag i Odense/København. Sammen har de børnene Christian, Anne-Charlotte og Andreas.
Hans Bøgh-Sørensen har en stor personlig interesse for jagt, skisport og biler. Han er dedikeret Ferrari-entusiast og ejer flere banesportsvogne, bl.a. en Ferrari 599 XX Evo. Endelig er Hans Bøgh-Sørensen interesseret i kunst og har været bestyrelsesmedlem i Kunsthallen Brandts i Odense (2010-2017).

## Karriere
Allerede som ung var Hans Bøgh-Sørensen involveret i familiens juice-virksomhed, Rimi A/S, og som 16-årig overtog han 30 procent af virksomheden.
I 1982 returnerede han fra et job i Mærsk Data for at indtræde som underdirektør i familiens juice-virksomhed. Denne stilling besad han, indtil han i 1987 overgik til ejer og administrerende direktør.
Efter en årrække i Rimi A/S valgte Hans Bøgh-Sørensen i 1993 at sælge sine aktier i familievirksomheden i forbindelse med fusionen af Rimi A/S, som på dette tidspunkt gik under navnet Ripella A/S, og Rynkeby A/S. Virksomheden er senere blevet til Rynkeby Foods.
Hans Bøgh-Sørensen etablerede i 1994 medicinalvirksomheden Orifarm.
I 2019 trådte han tilbage som administrerende direktør for Orifarm efter mere end 25 år ved roret. Han fortsatte som bestyrelsesformand og er stadig aktiv i virksomheden.
Hans Bøgh-Sørensen påbegyndte i 2016 et generationsskifte, som betyder, at Birgitte og Hans Bøgh-Sørensens tre børn nu sidder på 90 pct. af ejerskabet i familiens holdingselskab, Habico Holding A/S. Hver af de tre børn ejer 30 pct. af aktiekapitalen, mens Hans Bøgh-Sørensen ejer de resterende 10 pct. Hans Bøgh-Sørensen besidder desuden fortsat majoritetsstemmerne.
I gennem hele sin karriere har Hans Bøgh-Sørensen engageret sig i en lang række forskellige tillidshverv. Han har blandt andet besiddet poster såsom bestyrelsesformand i henholdsvis Odense Kommunes Erhvervsråd (2003-2007) samt European Association of Euro-Pharmaceutical Companies (EAEPC) (1997-2017), som han også er medstifter af. I 2000 modtog Hans Bøgh-Sørensen prisen som Entrepreneur of the Year, Danmark og i 2008 Tietgenprisen.